# Yoko Watanabe
Yoko Watanabe (jap. 渡辺葉子, Watanabe Yoko, * 1953 in Fukuoka, Japan; † 15. Juli 2004 in Mailand) war eine japanische Opernsängerin (Sopran), die einen Großteil ihrer Karriere in Europa verbrachte, wo sie hauptsächlich als Hauptfigur von Madama Butterfly berühmt wurde.

## Leben
Nach ihren Gesangsstudien in Tokio und Mailand debütierte sie als „Nedda“ in Pagliacci in Treviso.
Viel beachtet waren auch ihre Auftritte als Micaela in Carmen, Donna Elvira in Don Giovanni, Gretchen in Gounods Faust und Amelia in Verdis Simon Boccanegra.
Watanabe starb nach einem lang anhaltenden Krebsleiden in ihrem Haus in Mailand im Alter von 51 Jahren.